# HMS Diadem (1782)
Pour les autres navires du même nom, voir HMS Diadem.
Le HMS Diadem est un navire de ligne de 64 canons lancé par la Royal Navy en 1782. Il participe notamment à la bataille du cap Saint-Vincent en 1797, avant d'être démoli en 1830.